# Carl Wilhelm Nettstraeter
Carl Wilhelm Nettstraeter (* 24. Juli 1805 in Brilon, Sauerland; † 21. Juni 1872 in Cochem) war ein deutscher Apotheker, Gutsbesitzer und Politiker.

## Leben und Karriere
Seine Eltern waren Georg Heinrich Nettstraeter († 1834) und Maria Gertrud Schigard. Ebenfalls 1834 heiratete der gebürtige Westfale Carl Wilhelm Nettstraeter Anna Maria Zöller (1804–1835). Sie war die Tochter des Cochemer Apothekers Johann Peter Zöller und der Anna Catharina Friederichs. In zweiter Ehe war er mit Margarethe Ziegelmayer (1808–1871) verheiratet. Im Revolutionsjahr 1848/1849 war Wilhelm Nettstraeter der führende Kopf der gemäßigten Liberalen in Cochem. Am 23. März 1848 wurde er als Obervorstand der neu gegründeten Bürgerwehr eingesetzt. Vom 31. März bis 3. April 1848 vertrat er zusammen mit Hugo Keiffenheim die Stadt Cochem im Frankfurter Vorparlament. Bei den Maiwahlen 1848 war er als Vertreter des Mittelstandes und der Beamten chancenlos gegen die Demokraten unter Boost und Keiffenheim. Im Januar 1849 war er Mitgründer des Demokratisch-Konstituierenden-Vereins, der als regierungsfreundliche (schwarz-weiße) Sammlungsbewegung in Cochem ohne Einfluss blieb. Sein politischer Wiederbeginn erfolgte in der sogenannten Neuen Ära 1861. Neue Ära ist eine Bezeichnung für eine preußische Regierungspolitik in den Jahren 1858 bis 1862. In einer Nachwahl im Wahlkreis 5 Mayen-Cochem wurde Nettstraeter für Wegeler Koblenz in das preußische Abgeordnetenhaus entsandt (altliberale Fraktion von Vincke). Fast ein Jahrzehnt stand Nettstraeter an der Spitze des liberalen Wahlkomitees. 1867 wandte er sich den Nationalliberalen zu, unterlag aber bei den Wahlen zum preußischen Landtag 1867 Pastor B. W. Gommelshausen.